# Neufeld an der Leitha
Neufeld an der Leitha (węg. Lajtaújfalu, burg.-chorw. Novo Selo) − miasto w Austrii, w kraju związkowym Burgenland, w powiecie Eisenstadt-Umgebung. 1 stycznia 2014 liczyło 3 196 mieszkańców.